# عبد الرحمن موقت
عبد الرحمن عبد الجواد موقت فنان ونحات سوري.

## عنه
ولد في مدينة حلب سنة 1946 ودرس فيها وتخرج من دار المعلمين عام 1967 بدرجة جيد
بدأ ممارسة الفن التشكيلي الرسم والنحت بشكل متميز وظهرت ملامح موهبة النحت لديه، وفي سنة 1965 بدأ دراسة الفن التشكيلي، وحصّل علومه ببحثه الشخصي وبدراسة مجموعة كبيرة من الكتب المتخصصة في علوم وتقنيات الفن التشكيلي
أقام مجموعة المعارض الشخصية والجماعية والرسمية، ثم تفرغ لممارسة العمل الفني (النحت) في محترفه الخاص ولتدريس مادة النحت في مركز الفنون التشكيلية في حلب.
سافر سنة 1980 إلى إيطاليا ودرس النحت العاري في أكاديمية روما وتعرف على الحركة التشكيلية في روما واطلع على أهم الأعمال النحتية في سساحات ومتاحف إيطاليا كما أقام معرضاً لأعماله الصغيرة في روما. وفي سنة 1982 عاد إلى سوريا لتنفيذ عدد من الأعمال الإبداعية النحتية وبدأ بإعداد الدراسات النصبية لعدد من الساحات والميادين حيث بدأ بتنفيذ عدد من الأعمال النصبية بساحات مدينة حلب، ولا يزال إلى اليوم كما انجز عدداً كبيراً جداً من الأعمال النحتية الشخصية والتي قدمها من خلال معارضة الشخصية والجماعية.

## الأعمال الفنية والنصب التذكارية
- تمثال الشهداء: النصب التذكاري للشهداء في ساحة سعد الله الجابري، حلب (1984-1985) نفذ بمادة الحجر الحلبي الأصفر (ملحمة حجري)
- النصب التذكاري قاعدة المجد القتالي: مدخل مدينة الرستن – حمص (1986-1987) نفذ بالرخام الإيطالي (100 طن من الرخام)
- دراسة اللوحة الجدارية لنصب الشهيد باسل الأسد وتنيذ النموذج الجصي (الموديل) (1998-1999) حلب ساحة الشهيد باسل الأسد حجم اللوحة 75 متر مربع
- تنفيذ اللوحة الجدارية بمادة الرخام الإيطالي لنصب الشهيد باسل الأسد (2002-2003) حلب – ساحة الشهيد باسل حجم اللوحة 25 متر مكعب رخام إيطالي
- تنظيم ساحة مطار حلب الدولي وتنفيذ اللوحة التشكيلية المائية (2001-2002) بمادة السيراميك الملون الصغير بمساحة 300 متر مربع فسيفساء
- تصميم وتنفيذ النصب التذكاري لمطار حلب الدولي (2003-2004) بمادة البرونز ارتفاع التمثال 8.50 متر وزنه 5.2 طن

## المعارض الفردية
- 1971 المعرض الأول حلب =المتحف الوطني
- 1976 أعمال نحتية حجرية-رخامية دمشق – صالة الشعب
- 1979 منحوتات حجرية كبيرة – حلب حديقة السبيل
- 1979 عرض 6 منحوتات حجرية كبيرة – دمشق حديقة المتحف الوطني
- 1980 مجموعة أعمال برونزية صغيرة – دمشق صالة الشعب
- 1981 منحوتات برونزية صغيرة – روما صالة بوتيكو دي كوادري
- 1989 منحوتات رخامية – حلب صالة بلاد الشام
- 1990 منحوتات رخامية – دمشق – صالة بلاد الشام
- 1992 منحوتات رخامية – دمشق صالة السيد
- 1994 أعمال نحتية برونزية – حلب صالة بلاد الشام

## إنجازات
- كلف بإدارة الملتقى التشكيلي في حلب الذي ضم أكثر من 100 فنان تشكيلي.
- فاز بعدد من الجوائز ضمن مسابقات النصب التذكارية في القطر.
- نال جائزة النحت (الميدالية الذهبية) في بينالي المحبة في اللاذقية 1999 كما نال عدد من شهادات التقدير والبراءات الفنية من رئاسة مجلس الوزراء ومن وزارة الثقافة السورية وعدد من المؤسسات الثقافية.
- عضو نقابة الفنون الجميلة بدمشق.
- عضو اتحاد الفنانين التشكيليين العرب.
- كرمته وزارة الثقافة في مهرجان المحبة تكريماً للدور الذي لعبه في الحركة التشكيلية ولمجمل أعماله التي قدمها وذلك في دورة عام 2002.

## روابط خارجية
- موقع الفنان الخاص
- موقع عالم نوح
- موقع مجلة فن التصوير